# Rio Cetatea
O Rio Cetatea é um rio da Romênia, afluente do Caşin, localizado no distrito de Covasna.